# RAEC Mons
El R.A.E.C. Mons fue un club de fútbol belga de la ciudad de Mons en la provincia de Henao. El club estaba afiliado a la Real Asociación Belga de fútbol con el número de matrícula 44 y tenía los colores rojo y blanco. RAEC Mons jugó al más alto nivel nacional durante varias temporadas a principios del siglo XXI, pero quebró en 2015.

## Historia
A principios del siglo XX había varios clubes en Mons. El Club Amateur Sportif fue fundado en 1905 como miembro de la UBSSA (antecesor de la RBFA), con los colores rojo y blanco. Este club más tarde cambió su nombre a Cercle des Sport de Mons. También estaba el Stade Montois con los colores azul y blanco. Este club se fusionó en mayo de 1910 con Cercle des Sports de Mons y Nimy-Sportif y Olympique de Mons y continuó como Olympique Mons. También estuvo Racing Club Mons. En 1913 Racing Club Mons se fusionó con Olympic Mons.
En 1909 René Tondreau, Maurice Van Pel, Henri Lebailly y Fernand Courtois decidieron formar un nuevo club con el lema "Entrée largement ouverte a tout joueur correct, quel qu'il soit" (Entrada ampliamente abierta a cualquier jugador decente, sea quien sea). Siguiendo el ejemplo del Léopold Club de Bruselas, también quisieron tomar el nombre del monarca belga reinante. La admisión del nombre Albert-Elisabeth Club de Mons, que hacía referencia al matrimonio del rey Alberto I y la reina Isabel, fue solicitada al rey Alberto I, y fue concedida oficialmente el 18 de mayo de 1910 mediante carta del Palacio Real. El club se convirtió en miembro de la Real Asociación Belga de fútbol el 17 de junio de 1910 y recibió el número de licencia 44. En mayo de 1910 se firmó el contrato de arrendamiento por una hectárea de terreno a lo largo de la Avenue du Tir, en el lugar del estadio actual, y el 25 de septiembre de 1910, el nuevo campo tenía capacidad para 300 espectadores. El nuevo club jugó con los colores azul y blanco (los colores de la familia real) hasta septiembre de 1920, más tarde cambiaron al rojo y el blanco, los colores de la ciudad de Mons.
Después de la Primera Guerra Mundial , en 1919 Mons llegó por primera vez a la Primera División, luego bajó a segunda división, ascendió de nuevo pero volvió a bajar después de dos temporadas. En 1923, AEC Mons y FC Baudoir se fusionaron. Finalmente, el nombre cambió en 1934 a Royal Albert Elisabeth Club Mons o RAEC Mons. Mons desde 1926 hasta finales de los años 40 estuvo siempre en tercera división. Después de años en esta división, el equipo logró ascender a segunda en 1949. Debido a las reformas de las ligas después de 1951/52, cayó a tercera división. Siguió jugando a este nivel durante casi medio siglo, salvo algunas temporadas. En 1960, el club bajó a cuarta división por una sola temporada. De 1974 a 1976 y en 1985/86 consiguieron por un tiempo volver a la segunda división, pero siempre fue un paso efímero. En 1988, el club Royale Union Jemappes-Flénu (base número 136) se fusionó con Mons, manteniéndose el nombre del club y su número de licencia.
Sin embargo, hacia el cambio de milenio, el club logró hacer un avance feroz. En 2000, Mons terminó en lo más alto de su serie en tercera división, con tantos puntos como K. Heusden-Zolder. Un partido de desempate entre los dos clubes terminó 3-3, pero con 4-3 en los penaltis, Mons se llevó el título y ascendió de nuevo a segunda división. En esta categoría Mons logró de inmediato clasificarse para la ronda final en su primera temporada, pero el club terminó último. La temporada siguiente, la 2001/02, fue un éxito. Se volvió a clasificar para la ronda final, la ganó y ascendió así a primera división por primera vez en su historia en 2002. Mons desciende en 2005, pero gracias al título en Segunda, el club vuelve al máximo nivel tras sólo una temporada.
Philippe Saint-Jean fue contratado como nuevo entrenador para la temporada 2008/09. Renunció después de un día de partido por razones médicas y fue reemplazado por Thierry Pister. En diciembre de 2008, Pister fue despedido después de los malos resultados y fue reemplazado por el entrenador del equipo juvenil Christophe Dessy, quien inmediatamente se convirtió en director deportivo. Al final de esa temporada, volvieron a bajar a segunda división. Dessy se hizo a un lado y Rudi Cossey se convirtió en entrenador, hasta su renuncia en noviembre de 2009. El sucesor Geert Broeckaert también fue reemplazado más tarde. El holandés Dennis van Wijk asumió y guio a Mons a primera división nuevamente en 2011. En febrero de 2012, Dennis Van Wijk fue despedido después de que él mismo hubiera anunciado que no quería renovar su contrato. Enzo Scifo fue nombrado nuevo entrenador y guio al club a las semifinales de la eliminatoria de Europa League en los partidos restantes.
En la temporada 2013/14, RAEC Mons se dirigía a la eliminatoria de descenso durante casi todo el año. Terminaron últimos, y en los play-offs posteriores perdieron contra el OH Leuven. El club volvió a descender a segunda división.
Tras el descenso, el club atravesó dificultades económicas. Cuando el presidente Leone ya no quiso poner más dinero en febrero de 2015, el tribunal comercial declaró al club en quiebra. El Mons se decidió fusionar con el club de primera provincial RUS Genly-Quévy 89, que se trasladaría al Stade Charles Tondreau y seguiría jugando como Royal Albert Quévy-Mons.

## Temporada a temporada
| Temporada | División | División | División | División | Nombre                                 | Puntos                                 | Observaciones                                                                                        |
|           | I        | II       | P.I      |          |                                        |                                        | |
| --------- | -------- | -------- | -------- | -------- | -------------------------------------- | -------------------------------------- | --- |
| 1919/20   |          | 12       |          |          | Segunda                                | 4                                      | |
| 1920/21   |          | 12       |          |          | Segunda                                | 9                                      | |
| 1921/22   |          |          |          |          | Provincial                             |                                        | |
| 1922/23   |          |          |          |          | Provincial                             |                                        | |
| 1923/24   |          | 13       |          |          | Segunda A                              | 10                                     | |
| 1924/25   |          |          |          |          | Provincial                             |                                        | |
| 1925/26   |          | 12       |          |          | Segunda B                              | 15                                     | |
|           | I        | II       | III      | P.I      | Desde 1926/27 hay 3 niveles nacionales | Desde 1926/27 hay 3 niveles nacionales | Desde 1926/27 hay 3 niveles nacionales                                                               |
| 1926/27   |          |          | 3        |          | Tercera C                              | 35                                     | |
| 1927/28   |          |          | 2        |          | Tercera B                              | 36                                     | |
| 1928/29   |          |          | 6        |          | Tercera B                              | 30                                     | |
| 1929/30   |          |          | 8        |          | Tercera B                              | 26                                     | |
| 1930/31   |          |          | 13       |          | Tercera B                              | 14                                     | |
| 1931/32   |          |          | 7        |          | Tercera B                              | 25                                     | |
| 1932/33   |          |          | 2        |          | Tercera A                              | 36                                     | |
| 1933/34   |          |          | 9        |          | Tercera B                              | 26                                     | |
| 1934/35   |          |          | 3        |          | Tercera C                              | 33                                     | |
| 1935/36   |          |          | 5        |          | Tercera D                              | 31                                     | |
| 1936/37   |          |          | 3        |          | Tercera D                              | 35                                     | |
| 1937/38   |          |          | 2        |          | Tercera D                              | 36                                     | |
| 1938/39   |          |          | 2        |          | Tercera C                              | 27                                     | |
| 1939/40   |          |          |          |          |                                        |                                        | Guerra                                                                                               |
| 1940/41   |          |          |          |          |                                        |                                        | Guerra                                                                                               |
| 1941/42   |          |          | 9        |          | Tercera C                              | 23                                     | |
| 1942/43   |          |          | 3        |          | Tercera B                              | 33                                     | |
| 1943/44   |          |          | 2        |          | Tercera C                              | 32                                     | |
| 1944/45   |          |          |          |          |                                        |                                        | Guerra                                                                                               |
| 1945/46   |          |          | 4        |          | Tercera C                              | 42                                     | |
| 1946/47   |          |          | 10       |          | Tercera D                              | 31                                     | |
| 1947/48   |          |          | 10       |          | Tercera C                              | 28                                     | |
| 1948/49   |          |          | 1        |          | Tercera A                              | 50                                     | |
| 1949/50   |          | 7        |          |          | Segunda A                              | 31                                     | |
| 1950/51   |          | 9        |          |          | Segunda B                              | 28                                     | |
| 1951/52   |          | 11       |          |          | Segunda A                              | 25                                     | descendido por reforma de la competición                                                             |
|           | I        | II       | III      | IV       | Desde 1952/53 hay 4 niveles nacionales | Desde 1952/53 hay 4 niveles nacionales | Desde 1952/53 hay 4 niveles nacionales                                                               |
| 1952/53   |          |          | 6        |          | Tercera Div. B                         | 32                                     | |
| 1953/54   |          |          | 10       |          | Tercera Div. A                         | 28                                     | |
| 1954/55   |          |          | 11       |          | Tercera Div. B                         | 26                                     | |
| 1955/56   |          |          | 10       |          | Tercera Div. A                         | 26                                     | |
| 1956/57   |          |          | 13       |          | Tercera Div. B                         | 24                                     | |
| 1957/58   |          |          | 9        |          | Tercera Div. A                         | 28                                     | |
| 1958/59   |          |          | 14       |          | Tercera Div. B                         | 18                                     | |
| 1959/60   |          |          | 16       |          | Tercera Div. B                         | 16                                     | |
| 1960/61   |          |          |          | 1        | Cuarta Div. B                          | 49                                     | |
| 1961/62   |          |          | 14       |          | Tercera Div. B                         | 22                                     | |
| 1962/63   |          |          | 6        |          | Tercera Div. A                         | 32                                     | |
| 1963/64   |          |          | 13       |          | Tercera Div. B                         | 25                                     | |
| 1964/65   |          |          | 11       |          | Tercera Div. A                         | 29                                     | |
| 1965/66   |          |          | 7        |          | Tercera Div. B                         | 34                                     | |
| 1966/67   |          |          | 8        |          | Tercera Div. A                         | 31                                     | |
| 1967/68   |          |          | 3        |          | Tercera Div. B                         | 41                                     | |
| 1968/69   |          |          | 5        |          | Tercera Div. B                         | 33                                     | |
| 1969/70   |          |          | 2        |          | Tercera Div. A                         | 39                                     | |
| 1970/71   |          |          | 6        |          | Tercera Div. B                         | 32                                     | |
| 1971/72   |          |          | 2        |          | Tercera Div. A                         | 40                                     | |
| 1972/73   |          |          | 3        |          | Tercera Div. B                         | 38                                     | |
| 1973/74   |          |          | 2        |          | Tercera Div. B                         | 42                                     | |
| 1974/75   |          | 10       |          |          | Segunda                                | 29                                     | |
| 1975/76   |          | 14       |          |          | Segunda                                | 21                                     | |
| 1976/77   |          |          | 12       |          | Tercera Div. A                         | 28                                     | |
| 1977/78   |          |          | 12       |          | Tercera Div. B                         | 27                                     | |
| 1978/79   |          |          | 13       |          | Tercera Div. A                         | 24                                     | |
| 1979/80   |          |          | 12       |          | Tercera Div. A                         | 25                                     | |
| 1980/81   |          |          | 12       |          | Tercera Div. A                         | 27                                     | |
| 1981/82   |          |          | 4        |          | Tercera Div. A                         | 36                                     | |
| 1982/83   |          |          | 3        |          | Tercera Div. A                         | 38                                     | |
| 1983/84   |          |          | 4        |          | Tercera Div. A                         | 35                                     | |
| 1984/85   |          |          | 1        |          | Tercera Div. A                         | 39                                     | |
| 1985/86   |          | 16       |          |          | Segunda                                | 21                                     | |
| 1986/87   |          |          | 9        |          | Tercera Div. A                         | 31                                     | |
| 1987/88   |          |          | 13       |          | Tercera Div. A                         | 25                                     | |
| 1988/89   |          |          | 12       |          | Tercera Div. A                         | 27                                     | |
| 1989/90   |          |          | 4        |          | Tercera Div. A                         | 34                                     | |
| 1990/91   |          |          | 10       |          | Tercera Div. A                         | 28                                     | |
| 1991/92   |          |          | 2        |          | Tercera Div. A                         | 40                                     | |
| 1992/93   |          |          | 2        |          | Tercera Div. A                         | 45                                     | |
| 1993/94   |          |          | 7        |          | Tercera Div. A                         | 32                                     | |
| 1994/95   |          |          | 4        |          | Tercera Div. A                         | 39                                     | |
| 1995/96   |          |          | 11       |          | Tercera Div. A                         | 38                                     | |
| 1996/97   |          |          | 7        |          | Tercera Div. A                         | 42                                     | |
| 1997/98   |          |          | 3        |          | Tercera Div. A                         | 52                                     | victoria en la ronda final contra KVK Tienen, derrota contra RCS Vise                                |
| 1998/99   |          |          | 2        |          | Tercera Div. A                         | 57                                     | victoria en la ronda final contra RRC Heirnis Gent , derrota contra KMSK Deinze                      |
| 1999/00   |          |          | 1        |          | Tercera Div. B                         | 63                                     | victoria en el play-off contra K.Heusden-Zolder por penalties                                        |
| 2000/01   |          | 5        |          |          | Segunda                                | 58                                     | cuarto en la ronda final con 5 puntos                                                                |
| 2001/02   |          | 3        |          |          | Segunda                                | 62                                     | gana en la ronda final con 11 puntos                                                                 |
| 2002/03   | 9        |          |          |          | Primera                                | 43                                     | |
| 2003/04   | 16       |          |          |          | Primera                                | 33                                     | |
| 2004/05   | 18       |          |          |          | Primera                                | 26                                     | |
| 2005/06   |          | 1        |          |          | Segunda                                | 63                                     | |
| 2006/07   | 9        |          |          |          | Primera                                | 44                                     | |
| 2007/08   | 16       |          |          |          | Primera                                | 33                                     | |
| 2008/09   | 18       |          |          |          | Primera                                | 19                                     | |
| 2009/10   |          | 3        |          |          | Segunda                                | 66                                     | segundo en la ronda final con 8 puntos                                                               |
| 2010/11   |          | 3        |          |          | Segunda                                | 59                                     | ganar en la ronda final contra Waasland-Beveren, Lommel United y KAS Eupen                           |
| 2011/12   | 10       |          |          |          | Primera                                | 36                                     | |
| 2012/13   | 7        |          |          |          | Primera                                | 44                                     | |
| 2013/14   | 16       |          |          |          | Primera                                | 22                                     | En el play-off descenso, RAEC Mons fue eliminado por OH Leuven                                       |
| 2014/15   |          | 7        |          |          | Segunda                                | 55                                     | Club declarado en quiebra, fusión con RUS Genly-Quévy 89 para convertirse en Royal Albert Quévy-Mons |

## Palmarés

### Torneos nacionales
- Segunda División de Bélgica (1): 2006
- Tercera División de Bélgica (3): 1949,1985,2000